# Sportåret 1941

## Händelser

### Amerikansk fotboll
- Chicago Bears besegrar New York Giants med 37 - 9 i NFL-finalen.

### Bandy
- 2 mars - Slottsbrons IF blir svenska mästare efter vinst i finalen mot Sandvikens AIK med 3-2 på Stockholms stadion.[1][2]

### Baseboll
- 6 oktober - American League-mästarna New York Yankees vinner World Series med 4-1 i matcher över National League-mästarna Brooklyn Dodgers.[3]

### Boxning
- Världsmästaren i tungvikt Joe Louis försvarar sin titel genom att besegra
- 31 januari - Red Burman
- 17 februari - Gus Dorazio
- 21 mars - Abe Simmons
- 8 april - Tony Musto
- 23 maj - Buddy Bear
- 18 juni - Billy Conn
- 29 september - Lou Nova

### Brottning

#### SM
Kurt Pettersén blir för tredje gången svensk mästare i grekisk-romersk stil, bantamvikt.

### Fotboll
- 4 mars – Argentina vinner sydamerikanska mästerskapet i Santiago de Chile före Uruguay och Chile.[4]
- 25 augusti - Iran spelar sin första officiella landskamp i fotboll, då man i Kabul spelar 0-0 mot Afghanistan.[5]
- 26 oktober – Helsingborgs IF vinner Svenska cupen genoma att finalslå IK Sleipner med 3-1 i Solna.[6]

#### Ligamästare
- Italien - Bologna FC
- Spanien - Club Atlético de Madrid
- Sverige - Helsingborgs IF
- Tyskland - Rapid Wien

### Friidrott
- 31 december - José Tibúrcio dos Santos vinner Sylvesterloppet i São Paulo.[7]
- Leslie S. Pawson, USA vinner Boston Marathon.[8]

#### Världsrekord

##### Herrar
- 400 m : Grover Klemmer, USA;  i  Philadelphia - 46,0 (tangering av Rudolf Harbigs rekord från 1939).
- 1 000 m: Rudolf Harbig, Tyskland - 2.21,5
- 1 500 meter : Gunder Hägg, Sverige; 10 augusti i Stockholm - nytt världsrekord 3.47,6.
- Stafettlöpning 4 x 1 500 meter : Brandkårens IK (med Åke Jansson Spångert, Hugo Karlén, Henry Jonsson Kälarne och Bror Hellström), Sverige, 3 augusti i Göteborg, 15 min, 42,0 sek
- Stafettlöpning 4 x 1 engelsk mile – Brandkårens IK (med Åke Jansson Spångert, Hugo Karlén, Henry Jonsson Kälarne och Bror Hellström), 15 augusti i Stockholm, 17 min, 02,8 sek
- 110 m häck : Fred Walcott, USA; i Philadelphia - 13,7 (tangering av Forrest Towns rekord från 1936).
- Höjdhopp : Lester Steers, USA; i Los Angeles - 2,11 (tredje rekordförbättringen samma år).
- Stavhopp : Cornelius Warmerdam, USA; i Compton, USA - 4,72.
- Diskus :
  - Archibald Harris, USA; i Palo Alto USA – 53,10
  - Adolfo Consolini, Italien; i Milano – 53,34

##### Damer
- Höjdhopp: Ilsebill Pfenning, Schweiz; i Lugano – 1,66

### Golf
- US Open vinns av Craig Wood, USA
- PGA Championship vinns av Vic Ghezzi, USA
- The Masters vinns av Craig Wood, USA

### Handboll
- 23 maj - Finlands Handbollförbund bildas i Helsingfors.[9]

### Skidor, alpina grenar

#### SM

##### Herrar
- Slalom vinns av Sixten Isberg, Åre SLK. Lagtävlingen vinns av Åre SLK.

##### Damer
- Slalom vinns av May Nilsson, Åre SLK. Lagtävlingen vinns av Kiruna BK.

### Skidor, nordiska grenar
- 2 mars - Mauritz Brännström,  IFK Norsjö vinner Vasaloppet.[10]

#### VM (tävlingarna förklarades ogiltiga 1946)

##### Herrar
- - 18 km
- 1 Alfred Dahlqvist, Sverige
- 2 Jussi Kurikkala, Finland
- 3 Lauri Silvennoinen, Finland
  - 50 km
- 1 Jussi Kurikkala, Finland
- 2 Mauritz Brännström, Sverige
- 3 Alfred Dahlqvist, Sverige
  - Stafett 4 x 10 km
- 1 Finland (Martti Lauronen, Jussi Kurikkala, Lauri Silvennoinen & Eino Olkinuora)
- 2 Sverige (Kalle Pahlin, Donald Johansson, Nils Östensson & Alfred Dahlqvist)
- 3 Italien (Aristide Compagnoni, Severino Compagnoni Alberto Jammeron & Giulio Gherardi)
  - Backhoppning
- 1 Paavo Vierto, Finland
- 2 Leo Laakso, Finland
- 3 Sven Eriksson, Sverige
  - Nordisk kombination
- 1 Gustav Berauer, Tyskland
- 2 Pauli Salonen, Finland
- 3 Josef Gstrein, Tyskland

#### SM

##### Herrar
- 15 km vinns av Alfred Dahlqvist, Östersunds SK för fjärde året i följd. Lagtävlingen vinns av Brännans IF, Härnösand.
- 30 km vinns av Alfred Dahlqvist, Östersunds SK . Lagtävlingen vinns av Hofors AIF.
- 50 km vinns av Elis Wiklund, Kramfors IF.  Lagtävlingen vinns av IFK Umeå.
- Stafett 3 x 10 km vinns av Hofors AIF med laget Lars Back, Alvar Hägglund och Nils Östensson
- Backhoppning vinns av Sven Selånger, IF Friska Viljor. Lagtävlingen vinns av IF Friska Viljor.
- Nordisk kombination vinns av John Westberg, Anundsjö IF.  Lagtävlingen vinns av Grycksbo IF.

##### Damer
- SM på 10 km vinns av Wera Åström, Järbo IF. Lagtävlingen vinns av Djurgårdens IF.

### Ishockey
- 14 mars - Södertälje SK blir svenska mästare efter finalvinst mot IK Göta med 3-2 efter förlängning i Stockholm.[11]
- 12 april - Boston Bruins vinner Stanley Cup efter att ha besegrat Detroit Red Wings med 4-0 i slutspelet.[12]

### Tennis
- US Open
  - Herrsingel: Bobby Riggs, USA
  - Damsingel: Sarah Palfrey Cooke, USA

### Travsport
- Travderbyt körs på  Solvalla travbana i  Stockholm. Segrare blir den svenska hingsten   Giant Killer (SE) e Mr McElwyn (US) – Angelic (US) e. Peter the Brewer (US). Kilometertid:1.27,0  Körsven: Gösta Nordin
- Travkriteriet vinns av den svenska hingsten  Walter Top (SE) e. Sir Walter Scott (US) – Top Spin (US) e. Guy Trogan (US).

## Evenemang
- Okänt datum – CCCF-mästerskapet spelas för första gången.
- Okänt datum – Svenska cupen i fotboll spelas för första gången.

## Födda
- 11 januari - Gérson, brasiliansk fotbollsspelare.
- 1 februari - Anatolij Firsov, rysk ishockeyspelare
- 17 februari - Heidi Biebl, tysk alpin skidåkare
- 8 mars - Aleksej Misjin, rysk konståkare
- 26 mars - Lella Lombardi, italiensk racerförare.
- 12 april - Bobby Moore, engelsk fotbollsspelare.
- 14 april - Pete Rose, amerikansk basebollspelare.
- 18 april - Jochen Rindt, österrikisk racerförare.
- 5 maj - Alexander Ragulin, rysk ishockeyspelare
- 26 juni - Tamara Moskvina, rysk konståkare
- 7 juli - Liston Söderberg, svensk fotbollsspelare och tränare.
- 15 september - Flórián Albert, ungersk fotbollsspelare (anfallare).
- 30 september - Reine Wisell, svensk racerförare.
- 30 oktober - Bob Wilson, skotsk fotbollsspelare.
- 8 december - Geoff Hurst, engelsk fotbollsspelare.
- 31 december - Alex Ferguson, skotsk fotbollstränare

## Avlidna
- 2 juni - Lou Gehrig, amerikansk basebollspelare.
- 6 juni - Louis Chevrolet, schweizisk-amerikansk racerförare, grundare av bilmärket Chevrolet.

## Bildade föreningar och klubbar
- 8 juli - IF SAAB[13]

### Fotnoter
1. ↑  Erik Jonsson (2 mars 1941). ”1940–1949”. Svenska Bandyförbundet. Arkiverad från originalet den 17 mars 2020. https://web.archive.org/web/20200317215222/https://www.svenskbandy.se/BANDYFINALEN/HISTORIK/Svenskamastare/Herrar/1940-1949. Läst 18 mars 2020.
2. ↑  Hasse Olsson (10 mars 1990). ”Inledning”. Slottsbrons IF. https://idrottonline.se/SlottsbronsIF/globalassets/slottsbrons-if/dokument/historia-sif.pdf?w=900&h=900. Läst 2 september 2011.
3. ↑  ”1941 World Series” (på engelska). Baseball-Reference.com. http://www.baseball-reference.com/postseason/1941_WS.shtml. Läst 14 juli 2015.
4. ↑  ”South American Championship 1941” (på engelska). RSSSF. http://www.rsssf.com/tables/41safull.html. Läst 16 augusti 2011.
5. ↑  ”Iran - International Matches” (på engelska). RSSSF. http://www.rsssf.com/tablesi/iran-intres.html. Läst 20 augusti 2011.
6. ↑  Jimmy Lindahl (10 mars 2005). ”Svenska cupen – finalmatcher”. Bolletinen. http://www.bolletinen.se/sfs/pdf/stat_h_allsvens_1941_2005_stat_herr_cupen_finalmatcher.pdf. Läst 21 augusti 2012.
7. ↑  ”1940” (på portugisiska). Sylvesterloppet. Arkiverad från originalet den 25 februari 2014. https://web.archive.org/web/20140225142805/http://www.saosilvestre.com.br/1940. Läst 19 augusti 2012.
8. ↑  ”Boston Marathon”. Arkiverad från originalet den 27 april 2015. https://web.archive.org/web/20150427035419/http://www.baa.org/races/boston-marathon/boston-marathon-history/past-champions/past-mens-open-champions.aspx. Läst 9 april 2011.
9. ↑  ”En handbollsresa i tid och rum”. Arkiverad från originalet den 22 december 2015. https://web.archive.org/web/20151222125427/http://finnhandball.net/images/pdf/70ar_svenska.pdf. Läst 20 augusti 2011.
10. ↑  ”Historiska segrare”. Vasaloppet. Arkiverad från originalet den 22 mars 2020. https://web.archive.org/web/20200322121012/https://www.vasaloppet.se/wp-content/uploads/sites/1/2019/09/historiska_segrare_vasaloppet_sve_2019-09-18.pdf. Läst 5 september 2011.
11. ↑  ”Championnat de Suède 1940/41” (på franska). Hockey Archives. 14 mars 1941. https://www.hockeyarchives.info/Suede1941.htm. Läst 15 augusti 2011.
12. ↑  ”NHL 1940/41” (på franska). Hockey Archives. https://www.hockeyarchives.info/NHL1941.htm. Läst 23 mars 2020.
13. ↑  Martin Alsiö (10 mars 2004). ”De allsvenska klubbarnas födelsedagar”. Bolletinen. http://www.bolletinen.se/sfs/allsvenskan/grundades.pdf. Läst 18 februari 2015.